# Italo Vassallo
Italo Vassallo (Asmara, Colonia de Eritrea, 1940 - Roma, Italia, 30 de julio de 2021) fue un jugador de fútbol etíope nacido en la actual Eritrea pero con ascendencia italiana. Se destacó como miembro de la selección de fútbol de Etiopía, siendo parte del elenco que se consagró campeón de la Copa Africana de Naciones 1962.

## Trayectoria
Vassallo nació en Asmara, ciudad que en ese momento formaba parte de la Colonia Italiana de Eritrea. Su hermano, Luciano Vassallo, también fue futbolista.
Jugó para el Hamassien -con el que se consagró campeón de la Primera División de Etiopía en su temporada debut- y luego pasó a las filas del Cotton Factory Club. En ese equipo jugaría a la par de su hermano y conquistaría cuatro veces el campeonato local.
Integró la selección de fútbol de Etiopía en diversas ocasiones, destacándose especialmente su participación en la Copa Africana de Naciones 1962, la cual se desarrolló en Adís Abeba y concluyó con una victoria del local, que venció en la final a la República Árabe Unida por 4 a 2, con un gol marcado por Vasallo.
Tras retirarse volvió a Asmara, donde se desempeñó como entrenador de equipos locales. Cuando Eritrea consiguió su independencia en 1993, se comenzó a organizar lo que sería la Federación Eritrea de Fútbol, siendo Vasallo colaborador del proceso. 
En 2000 se instaló en Italia, país en el que finalmente fallecería 21 años después.